# 이정재 (탁구 선수)
이정재(李正宰, 1983년 6월 19일 ~ )은 미래에셋대우 토네이도 소속의 대한민국 탁구 선수이다.